# Tommy Turrentine
Thomas Walter Turrentine, Jr. (Pittsburgh, 22 april 1928 - New York, 15 mei 1997) was een Amerikaanse jazz-trompettist. Hij speelde swing en hardbop.
Turrentine kwam uit een muzikale familie. Zijn vader speelde saxofoon bij de Savoy Sultans, zijn jongere broers waren de saxofonist Stanley Turrentine en Marvin, die drums speelde. Tommy Turrentine speelde in de bands van Benny Carter (1946), Earl Bostic (1952-1955), Charles Mingus (1956), Billy Eckstine, Dizzy Gillespie en Count Basie, alsmede Max Roach, waarmee hij en Stanley opnames maakte. In het begin van de jaren zestig speelde hij als sideman mee op Blue Note-platen van onder meer Booker Ervin, Sonny Clark, Lou Donaldson, Dexter Gordon en Jackie MacLean. In die tijd nam hij ook zijn enige album als leider op, "Tommy Turrentine", met zijn broer Stanley en onder meer Max Roach en pianist Horace Parlan. Na deze platen trok hij zich om gezondheidsredenen terug uit de muziek, hoewel hij in de jaren zeventig nog wel meespeelde op platen van zijn broer Stanley en Philly Joe Jones, en in de jaren tachtig werkte met Sun Ra.

## Discografie

### Als leader
- 1960: Tommy Turrentine (Time Records, 1960) - met Stanley Turrentine, trombonist Julian Priester, bassist Bob Boswell, drummer Max Roach, pianist Horace Parlan

### Als sideman
Met Ahmed Abdul-Malik
- 1961: The Music of Ahmed Abdul-Malik (New Jazz)
- 1961: Sounds of Africa (New Jazz)

Met Paul Chambers
- 1960: 1st Bassman (VeeJay)

Met Sonny Clark
- 1961: Leapin' and Lopin' (Blue Note)

Met Lou Donaldson
- 1962: The Natural Soul (Blue Note)
- 1963: Signifyin' (Argo)

Met Booker Ervin
- 1960: The Book Cooks (Bethlehem)

Met Dexter Gordon
- 1961-1962, 1980: Landslide (Blue Note)

Met Rufus Jones
- Five on Eight (Cameo)

Met Philly Joe Jones
- 1977: Mean What You Say (Sonet)

Met Abbey Lincoln
- 1959: Abbey Is Blue (Riverside)

Met Jackie McLean
- 1961: A Fickle Sonance (Blue Note)

Met Horace Parlan
- 1960: Speakin' My Piece (Blue Note)
- 1961: On the Spur of the Moment (Blue Note)

Met John Patton
- 1963: Blue John (Blue Note)

Met Max Roach
- 1959: Quiet as It's Kept (Mercury)
- 1959: Moon Faced and Starry Eyed (Mercury)
- 1960, 1984: Long as You're Living (Enja)
- 1960: Parisian Sketches (Mercury)

Met Archie Shepp
- 1966: Mama Too Tight (Impulse!)

Met Sun Ra
- 1989: Blue Delight (A&M)

Met Stanley Turrentine
- 1961: Comin' Your Way (Blue Note)
- 1962: Jubilee Shout!!! (Blue Note)
- 1967: A Bluish Bag (Blue Note)
- 1976: The Man with the Sad Face (Fantasy)